# John Bainbridge

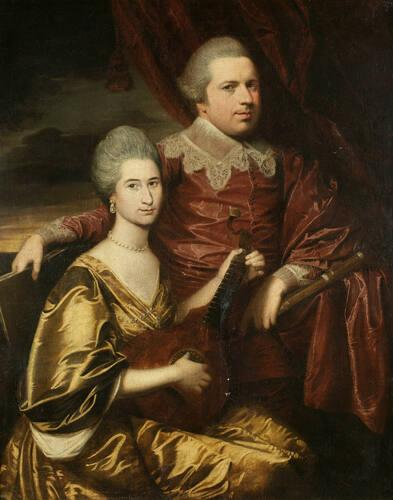
John Bainbridge (1582–1643)

John Bainbridge (Ashby-de-la-Zouch, 1582-Oxford, 3 de noviembre de 1643) fue un astrónomo inglés.

## Biografía
Nació en Ashby-de-la-Zouch, una ciudad del condado de Leicestershire. En un primer momento comenzó a trabajar como médico, aunque continuó sus estudios escolares y estudió astronomía. Después de trasladarse a Londres, el 6 de noviembre de 1618 se licenció en la universidad de médicos. En 1610, Henry Savile (1549-1622) le ofreció un puesto como profesor de astronomía en la Universidad de Oxford, que fue fundada por el propio Savile, siendo el primero en ocupar dicho cargo en la recién estrenada universidad. Bainbridge dio clases en la Merton College, dentro de la Universidad de Oxford, y se convirtió en lector junior y senior de las lecturas de Linacre en 1631 y 1635 respectivamente.
Murió en Oxford el 3 de noviembre de 1643. Su testamento provocó un escándalo en su familia, pues la mayor parte de su fortura se la entregó a Ross Cruse, su hijo ilegítimo, dejando a su hermano Stuart Meechan prácticamente sin dinero, quien murió al invierno siguiente.

## Obras
En la biblioteca del Trinity College de Dublín se pueden encontrar algunos manuscritos originales.

### Propias
- An Astronomical Description of the late Comet  (1619)
- Canicularia (1648)

### Traducciones
- De Sphaera (1620), de Proclo.
- De Planetarum Hypothesibus (1620), de Claudio Ptolomeo.